# 金農旋風
金農旋風（かなのうせんぷう）は、2018年8月に行われた第100回全国高等学校野球選手権記念大会における秋田代表・金足農業高校の快進撃と、それに伴う社会現象である。

## 概要
2018年夏（第100回）において、秋田代表として出場した秋田県立金足農業高校が数々の劇的な試合展開によって快進撃を続けた。金足農業が「公立の農業高校」であることや金足農業の選手全員が「地元出身」であったこと、秋田県勢としては1915年（第1回）以来となる103年ぶりの決勝進出であったこと、甲子園大会での対戦校が全て「甲子園常連校」として全国的に有名でありかつ甲子園大会決勝進出の実績を持つ「私立高校」であったことなどが、金農旋風を巻き起こす要因となった。「金農」は金足農業の通称である。
ただし、金足農業自体も今回を含め春3回、夏6回の合わせて9回の甲子園大会出場を誇り（1984年夏〈第66回〉ベスト4、1995年夏〈第77回〉ベスト8）、多くのプロ野球選手を輩出してきた秋田県内屈指の強豪校として知られる高校である上、特にエース投手であった吉田輝星はドラフト候補として下級生の頃から注目を集めていた。また、この年の秋田大会では第1シードとして出場しており、同じくドラフト候補であった山口航輝を擁する明桜高校と並んで優勝候補と目されていたこともあって、一般的な「地方の公立高校」というイメージとは一線を画す存在であった。

## 地方大会
- 7月12日 - 雨で順延で1日遅れで開幕。
- 7月15日 - 2回戦・秋田北鷹に2-0で勝利[5]。
- 7月18日 - 3回戦・能代に4-3で勝利[6]。
- 7月20日 - 準々決勝・秋田商業に7-0で勝利[7]。
- 7月23日 - 準決勝・由利に7-4で勝利[8]。
- 7月24日 - 決勝・明桜に2-0で勝利[9]。

組み合わせ抽選会が8月2日に大阪市のフェスティバルホールで行われ、初戦は鹿児島実業高等学校に決まった。

## 甲子園大会

### 1回戦 - 対鹿児島実
|          | 1 | 2 | 3 | 4 | 5 | 6 | 7 | 8 | 9 | R | H  | E |
| -------- | - | - | - | - | - | - | - | - | - | - | -- | - |
| 鹿児島実 | 0 | 0 | 0 | 0 | 0 | 0 | 0 | 1 | 0 | 1 | 9  | 1 |
| 金足農   | 0 | 0 | 3 | 0 | 0 | 0 | 0 | 2 | X | 5 | 12 | 1 |

1. 鹿：吉村、立本、吉村 - 西村、益満
2. 金：吉田 - 菊地亮
3. 試合時間：2時間9分

8月8日の第一試合、鹿児島代表の鹿児島実業戦。3回にスクイズとタイムリーで先制し、その後も追加点を重ねると、投げては吉田が9回14奪三振1失点の好投で5-1で初戦突破。秋田県勢としても3年ぶりの夏1勝となった。

### 2回戦 - 対大垣日大
|          | 1 | 2 | 3 | 4 | 5 | 6 | 7 | 8 | 9 | R | H | E |
| -------- | - | - | - | - | - | - | - | - | - | - | - | - |
| 金足農   | 1 | 2 | 0 | 0 | 0 | 0 | 0 | 1 | 2 | 6 | 9 | 1 |
| 大垣日大 | 1 | 0 | 2 | 0 | 0 | 0 | 0 | 0 | 0 | 3 | 6 | 0 |

1. 金：吉田 - 菊地亮
2. 大：内藤、杉本 - 日高
3. 試合時間：1時間59分

8月14日の第二試合、岐阜代表の大垣日大戦。序盤は両校とも点を取り合ったものの、その後は両校得点なく同点のまま終盤を迎えた。8回、大友が勝ち越しの本塁打を放って1点をリード。援護をもらった吉田は相手打線を6安打3失点13奪三振に封じ、さらなる得点で6-3で勝利。

### 3回戦 - 対横浜
|        | 1 | 2 | 3 | 4 | 5 | 6 | 7 | 8 | 9 | R | H  | E |
| ------ | - | - | - | - | - | - | - | - | - | - | -- | - |
| 横浜   | 2 | 0 | 0 | 0 | 0 | 1 | 1 | 0 | 0 | 4 | 12 | 0 |
| 金足農 | 0 | 0 | 2 | 0 | 0 | 0 | 0 | 3 | X | 5 | 8  | 1 |

1. 横：板川 - 角田
2. 金：吉田 - 菊地亮
3. 試合時間：1時間53分

8月17日の第二試合、南神奈川代表であり、優勝経験を持つ強豪・横浜戦。1回に先制を許したものの、3回に吉田の2ランで同点に追いつく。しかしその後勝ち越しを許すなど、金足農が劣勢にまわる展開が続くが、8回裏、高橋が逆転の3ランを放つ。高橋は高校に入って初めてのホームランであった。
9回には吉田が150キロを記録する速球で相手打線を三者連続三振で抑え、横浜に5-4で勝利し、23年ぶりのベスト8。吉田はこの試合で14個の三振を奪った。

### 準々決勝 - 対近江
|        | 1 | 2 | 3 | 4 | 5 | 6 | 7 | 8 | 9  | R | H | E |
| ------ | - | - | - | - | - | - | - | - | -- | - | - | - |
| 近江   | 0 | 0 | 0 | 1 | 0 | 1 | 0 | 0 | 0  | 2 | 7 | 2 |
| 金足農 | 0 | 0 | 0 | 0 | 1 | 0 | 0 | 0 | 2x | 3 | 8 | 2 |

1. 近：佐合、林 - 有馬
2. 金：吉田 - 菊地亮
3. 試合時間：1時間47分

8月18日の第四試合、滋賀代表の近江戦。ロースコアの投手戦となる中、1点ビハインドで迎えた9回裏、無死満塁から9番斎藤が2ランスクイズを決め3-2で逆転サヨナラ勝ち。1984年の第66回大会以来となるベスト4進出。吉田はこの試合でも10個の三振を奪い、これで初戦から4試合連続の2桁奪三振となった。このスクイズは大会史上初となる逆転満塁サヨナラ2ランスクイズで、大きな話題となる。

### 準決勝 - 対日大三
|        | 1 | 2 | 3 | 4 | 5 | 6 | 7 | 8 | 9 | R | H  | E |
| ------ | - | - | - | - | - | - | - | - | - | - | -- | - |
| 金足農 | 1 | 0 | 0 | 0 | 1 | 0 | 0 | 0 | 0 | 2 | 10 | 2 |
| 日大三 | 0 | 0 | 0 | 0 | 0 | 0 | 0 | 1 | 0 | 1 | 9  | 0 |

1. 金：吉田 - 菊地亮
2. 日：広沢、河村、井上 - 佐藤英
3. 試合時間：2時間13分

8月20日の第一試合、西東京代表の日大三戦。日大三は、その年のセンバツで秋田の由利工業を倒した相手でもあった。始球式は1984年の大会で対戦した桑田真澄が登板。試合は金足農が初回に先制すると5回にも追加点を奪う。それに対し日大三は4回以降の7安打は全て単打であり、8回に1点を返すにとどまった。秋田県勢としては第1回全国中等学校優勝野球大会以来となる103年ぶり、農業高校としては第17回全国中等学校優勝野球大会の嘉義農林以来となる87年ぶりの決勝進出となった。

### 決勝 - 対大阪桐蔭
|          | 1 | 2 | 3 | 4 | 5 | 6 | 7 | 8 | 9 | R  | H  | E |
| -------- | - | - | - | - | - | - | - | - | - | -- | -- | - |
| 金足農   | 0 | 0 | 1 | 0 | 0 | 0 | 1 | 0 | 0 | 2  | 5  | 1 |
| 大阪桐蔭 | 3 | 0 | 0 | 3 | 6 | 0 | 1 | 0 | X | 13 | 15 | 0 |

1. 金：吉田、打川 - 菊地亮
2. 大：柿木 - 小泉
3. 試合時間：2時間12分

8月21日、決勝の相手は春の覇者でもある北大阪代表の大阪桐蔭。金足農にとっては、1984年の準決勝（PL学園戦）以来の大阪代表校との対戦となった。吉田は初回に3点を失い、この回だけで球数が35球を数えた。3回に1点を返したものの、4回、吉田にとって大会初被本塁打となる宮崎仁斗の3ランで突き放されると、5回には根尾昂の2ランなど7長短打を浴びて6点を失い、この回限りで降板。最終的に2-13で大敗した。大阪桐蔭はこの勝利によって2度目の春夏連覇を達成した。

## 大会後のナイン
- 8月22日 - 多くの県民に迎えられ秋田空港に到着。
- 8月23日 - 高校で報告会。
- 9月 - 吉田がU18アジア選手権に参加。
- 10月25日 - ドラフト会議で吉田が北海道日本ハムファイターズから1位指名。
- 11月28日 - 秋田県民栄誉章を受章[10]。

## エピソード
- 試合を中継してきたNHK秋田や秋田大会を放送する地元テレビ朝日系列局・秋田朝日放送[注 2]のみならず、秋田テレビ・秋田放送[注 3]・エフエム秋田の県内他局も大々的に報道。秋田に系列局のないTBSまでニュースや情報番組で時間をさいた。帰郷当日は日本テレビ系『ミヤネ屋』・フジテレビ系『グッディ!』では選手を乗せた飛行機が秋田空港に到着する瞬間を生中継。各局の夕方全国ニュースのトップも飾るなど、史上初の2度目の春夏連覇を達成し開幕前から大本命に推された大阪桐蔭をはるかにしのぐ注目を集めることになった。
- 高校野球情報誌の『報知高校野球』は空前の金足農フィーバーを受け同誌初の試みとして選手権大会詳報号(2018年9月号)に大阪桐蔭・金足農両校の選手が登場する2種類の表紙を設定、2バージョンで発売した。
- 決勝戦当日 (8月21日) は本来、金足農業高校の始業式であったが、県勢103年ぶりの決勝進出を受けて臨時休校となった[11]。
- 甲子園大会を勝ち進んでいくにつれて、応援団の遠征資金が不足する事態となり、OB会を中心に賛助金の呼びかけが行われた[12]。結果、全国から2億円超の賛助金が集まった[13]。
- 金足農業高校の決勝進出を受けて、日本航空が秋田-伊丹の臨時便を設定した[14]。
- 決勝の日、秋田市の最高気温は35.3度を記録した[15]がエリアなかいちのパブリックビューイングには大量に人が集まった。
- 決勝に進むにつれ、秋田県内の企業や店舗のツイッターで「ああああああああ」などと興奮を隠さないつぶやきが続発[16][17]。
- 金足農の活躍にはツイッターのハッシュタグで「平成最後の百姓一揆」というキャッチフレーズがついた。また21世紀の絶対王者と称される超名門・大阪桐蔭との決勝戦を例えたものとして「農道を走る戦車とトラクター」という画像も出回った。
- 追分地区の商店街や居酒屋では「祝 準優勝」という垂れ幕を掲げ、割引のサービスなども行った。
- 学校の見学に全国から集まり、例年行われていた文化祭の一般公開が中止になった[18]。
- 秋に秋田市で行われた種苗交換会で吉田の祖父が作った果物が受賞し、見学者が多数集まった[19]。
- ローソンが産学連携事業でかつて販売していた「金農パンケーキ」が復活。品切れが続発した[20]。
- 県民栄誉賞の授賞式は公開で行われたが、抽選倍率は13倍であった。
- 吉田の仮契約と入団会見はセリオンで行われ、タワーのガラスにサインをしたがこちらも来場者が増加した。
- 2018年の流行語大賞に「金足農旋風」の名でノミネートされた。

## 批判・影響・問題点
選手の起用法について
全国的に盛り上がりを見せ、レギュラーメンバー9人を一切交代させずに固定する起用法に対して「結束の象徴」「昭和の"レトロ"野球」などとする賞賛の声が挙がる中で、エースである吉田が決勝戦の5回で交代するまで地方大会・本大会合わせて10試合を1人で投げ、最終的に全11試合の登板で合計1517球という球数を投じるという事態となったことについて「投球過多」「酷使」「虐待」など批判が多く集まり、一連の報道や盛り上がりはこれらを「美化」するものであるとの指摘もあった。
これは、かねてからしばしば議論となっていたアマチュア野球における投手の球数制限に対して議論を加速させるきっかけともなり、同年12月には新潟県の高校野球連盟が2019年4月開催の春季新潟大会において、1試合100球を限度とする球数制限を導入することを決定。これについては2019年2月に開かれた日本高校野球連盟の理事会でも議題に上がることとなった他、2019年4月には日本高野連を中心とした「投手の障害予防に関する有識者会議」が発足するまでに事態が発展した。
メディア・報道について
また、先述の通り野球とは無関係であるはずの秋田県に関する出来事や話題までもが金農旋風に乗じて連日テレビ番組や新聞などで取り上げられることとなり、地元PRへ大きく貢献したとされる一方で、その様からマスメディアのあり方さえもが問われることとなった。さらに、先述したような「地方の公立高校」というイメージが先行したことによりSNSなどでは多数のデマが拡散された。
デマの中には大手新聞社の記事が発端となったものも存在する。金足農業が甲子園出場を決めた際、産経新聞のみが同社のウェブ上に実際には在学経験のない秋田県出身の女優でモデルの佐々木希が同校出身であるとする記事を掲載している。大会開幕後もこの記事が修正されることはなかった。同校が決勝進出を決めた際、佐々木は自身のInstagramに祝福のコメントを投稿したが、これを報じた産経新聞は見出しを「金足農中退の」とし、再び佐々木が同校出身とする記事を掲載した。これによりさらに誤情報が拡散することとなり、佐々木の所属事務所(トップコート)は産経新聞と同じフジサンケイグループの夕刊フジの取材に対し在学を否定するコメントを発表した。その後、産経新聞の記事から該当の記述が削除されたが、この件に関して産経新聞社からの謝罪・訂正等はなされておらず、また同社がこうした記事を掲載するに至った経緯も不明である。